# Copa Gordon Bennett (para veleiros)
Conhecida como Gordon Bennett Cup - foi estabelecida por Gordon Bennett, dono do jornal New York Herald e presidente do New York Yacht Club de 1871 a 1874 e de 1884 a 1885.
A Copa Gordon Bennett foi concedia anualmente durante os períodos em que Bennett exerceu a presidência do Iate Clube de Nova Iorque. A taça ofertada foi criada por Augustus Saint-Gaudens e manufaturada na fábrica da Tiffany & Co.
Essa taça foi apelidada de "Lysistrata", em homenagem ao seu iate.